# حسن الماكنة

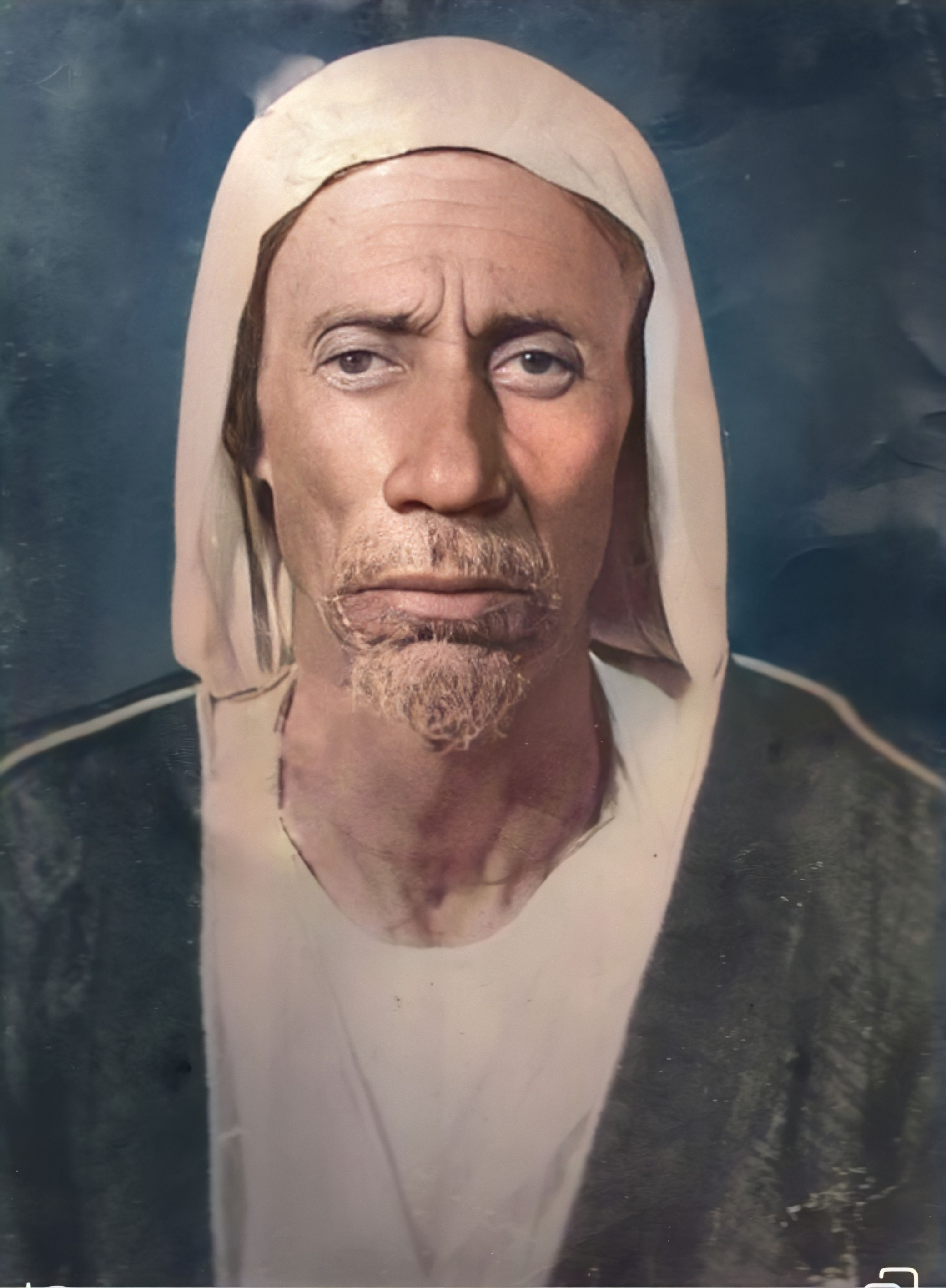
الحاج حسن بن علي الماكنة

أحد وجهاء جزيرة سترة  في البحرين و المؤثرين في المجتمع المحلي ، تولى رعاية الشئون المجتمعية في قرية المهزة ، كان عضوا في إدارة الأوقاف الجعفرية التابع وزارة العدل والشئون الاسلامية ، كان عضواً في المجلس الرابع من  يناير 1954 حتى ديسمبر 1956 برئاسة صادق محمد البحارنة.
مصادر
الأوقاف الجعفرية - المجالس السابقة

1. ↑  "المجلس الرابع (يناير 1954 - ديسمبر 1956)". مؤرشف من الأصل في 2022-06-29.